# Endor (Biblia)
Endor, עין דור (hebr.) – miejscowość na terytorium Issachara w Galilei (por. Joz 17,11), niedaleko której Debora i Barak odnieśli spektakularne  zwycięstwo nad Siserą i Jabinem (por. Sdz 4,1-31). Wiedźma z Endor wywołała dla Saula ducha zmarłego Samuela (por. 1 Sm 28,1-25). Endor jest identyfikowane z dzisiejszym kibucem En Dor na północnym stoku Giwat ha-More (Małego Hermonu) w Galilei w Izraelu, w odległości ok. 11 km od Jizre’el.